# Patrick Modiano
Patrick Modiano (Boulogne-Billancourt, 30 de juliol de 1945) és un novel·lista francès, guanyador del Gran Premi de Novel·la de l'Acadèmia Francesa (1972), del premi Goncourt (1978) i del premi Nobel de Literatura 2014. Algunes novel·les seves s'han dut al cinema; i ha participat en el guió d'algunes pel·lícules, com ara Lacombe Lucien, de Louis Malle.

## Biografia
El pare de Patrick, Albert Modiano (1912-1977), descendia d'una família de jueus italians d'origen sefardita que s'havien instal·lat a Salònica, d'on van emigrar a París. La seva mare era una actriu belga, Louisa Colpijn, també coneguda com a Louisa Colpeyn. Tots dos es van conèixer durant l'ocupació alemanya de França; es van haver d'amagar, es van casar el novembre de 1944; i, l'any següent, va néixer Patrick, el primer fill.
La infantesa de Patrick Modiano va estar marcada per les absències contínues del seu pare, empresari que viatjava sovint, i de la seva mare, que feia gires. Patrick va estar molt unit al seu únic germà, Rudy, nascut el 1947 i mort deu anys més tard; aquesta mort va influir en la trajectòria de Patrick, que va dedicar a Rudy totes les obres publicades entre 1967 i 1982.
Patrick va estudiar a l'École du Montcel, a Jouy-en-Josas; al Collège Saint-Joseph de Thônes, a Haute-Savoie; i al liceu Enric IV de París, institució on va rebre classes particulars de geometria per part de Raymond Queneau, amic de la seva mare. Va acabar el batxillerat a Annecy, però no va iniciar estudis superiors.
La trobada amb Queneau va ser crucial per a la carrera literària de Patrick Modiano, que va publicar la primera novel·la, l'any 1968, a l'editorial Gallimard; després que Queneau en llegís el manuscrit. Des d'aleshores, Patrick Modiano s'ha dedicat solament a l'escriptura.
El 12 de setembre de 1970, Modiano es va casar amb Dominique Zerhfuss, nascuda a Tunísia, amb qui ha tingut dues filles, Zina (1970) i Marie (1978).
Modiano és un autor destacat de la generació de Pascal Quignard, Pierre Michon i Le Clézio; i com ells ha menat una vida independent i bolcada en la seva obra. El 9 d'octubre de 2014 va rebre el premi Nobel de Literatura.

## Temes
Les novel·les de Patrick Modiano estan travessades pel tema de l'absència, de la supervivència de persones desaparegudes i de l'esperança de retrobar algun dia el que s'ha perdut en el passat, amb el regust de la infància esvaït massa aviat. La seva obra literària està construïda, d'entrada, a partir de dos temes principals: la cerca de la identitat —la seva i la del seu entorn— i la impossibilitat de comprendre els desordres i els moviments de la societat. Això produeix un fenomen en què el narrador es troba gairebé sempre com a observador, patint i mirant de trobar un sentit als nombrosos esdeveniments que es produeixen davant seu, apuntant-ne els detalls i indicis que podrien esclarir i constituir una identitat. Modiano (o el seu narrador) es mostra de vegades com un veritable arqueòleg de la memòria, conservant i anotant fins al menor document, insignificant d'entrada, per tal d'aplegar informacions d'ell mateix, dels qui té a prop o de desconeguts. Algunes pàgines estan treballades de manera que semblen escrites per un detectiu o per un historiador.
Una altra obsessió de Patrick Modiano és l'ocupació alemanya durant la II Guerra Mundial. Nascut el 1945, no la va conèixer directament; però s'hi refereix contínuament a través del desig d'entendre la vida dels seus pares durant aquell període, fins al punt d'apropiar-se'l i d'immergir-hi alguns personatges seus. L'evident dualitat ideològica dels seus pares tendeix també a fer emergir en les seves obres protagonistes en situacions confuses, amb límits i perfils mal definits (sobretot en la primera trilogia, anomenada "de l'ocupació", composta per les tres primeres novel·les).
La qüestió del pare
El tema del pare i de la paternitat és central en Patrick Modiano. D'entrada, perquè constitueix l'epicentre d'una xarxa de temes secundaris variables (absència, traïció, herència...), però també perquè es tracta d'un element d'autoficció que determina la unitat del seu univers novel·lístic. Aquest tema està present en general com a teló de fons en els relats de Modiano, i més directament en la narració autobiogràfica Un pedigree.
Albert Modiano és un enigma en diversos punts, i l'escriptura permet a l'autor de desenvolupar-los lliurement. S'ignora gairebé tot de la seva joventut, llevat de la seva participació en alguns tràfics. Durant l'Ocupació, va viure en la completa il·legalitat i fa servir una identitat falsa (Henri Lagroux), que li permet de no portar l'estrella groga. Però el més problemàtic es troba en un episodi en què, després d'haver estat pres en una batuda de policia, Albert Modiano és portat a Austerlitz en un comboi. Sorprenentment, serà alliberat ràpidament per un amic d'alta graduació. La identitat d'aquest individu és poc clara. Se suposa que es tracta d'un membre de la bada del carrer Lauriston, és a dir, la Gestapo francesa.
És habitual de retrobar Albert Modiano en llocs molt sovintejats, com els vestíbuls d'estacions i hotels, i sempre està ocupat en afers misteriosos. Patrick decideix a l'edat de 17 anys no tornar-lo a veure, i sabrà de la mort del pare —mai no aclarida—, però no el lloc on és enterrat.

## Obra

### Narrativa
- 1968: La place de l'étoile —premi Roger-Nimier i premi Fénéon
- 1969: La ronde de nuit
- 1972: Les boulevards de ceinture —Gran Premi de Novel·la de l'Acadèmia francesa
- 1975: Villa triste
- 1977: Livret de famille
- 1978: Rue des boutiques obscures —premi Goncourt
- 1981: Une jeunesse
- 1981: Memory Lane
- 1982: De si braves garçons
- 1985: Quartier perdu
- 1986: Dimanches d'août
- 1988: Catherine Certitude
- 1988: Remise de peine
- 1989: Vestiaire de l'enfance
- 1990: Voyage de noces
- 1991: Fleurs de ruine
- 1992: Un cirque passe
- 1993: Chien de printemps
- 1996: Du plus loin de l'oubli
- 1997: Dora Bruder
- 1999: Des inconnues
- 2001: La petite bijou
- 2003: Accident nocturne
- 2005: Un pedigree
- 2007: Dans le café de la jeunesse perdue
- 2010: L'horizon
- 2012: L'herbe des nuits
- 2014: Pour que tu ne te perdes pas dans le quartier
- 2017: Souvenirs dormants
- 2019: Encre sympathique
- 2021: Chevreuse
- 2023: La Danseuse
- 2024: Paris des jours et des nuits

### Traduccions al català
- Barri perdut. Traducció d'Assumpció Arranz Griñán i Joan-Antoni Martínez Schrem. Barcelona: Columna, 1985 (Quartier perdu).
- Una joventut. Traducció de Víctor Compta. Barcelona: Edicions 62, 1988 (Une jeunesse).
- Diumenges d'agost. Traducció d'Isabel Turull. Barcelona: Columna, 1988 (Dimanches d'août).
- Catherine. Traducció de Josep Pascual i Comellas. Barcelona: Cruïlla, 2001 (Catherine Certitude).
- La petita joia. Traducció de Pau Joan Hernàndez. Barcelona: Columna, 2003 (La Petite bijou).
- En el cafè de la joventut perduda. Traducció de Joan Casas. Barcelona: Proa, 2008 (Dans le café de la jeunesse perdue).
- Carrer de les botigues fosques. Traducció de Joan Casas. Barcelona: Proa, 2009 (Rue des boutiques obscures).
- L'horitzó. Traducció d'Eulàlia Sandaran. Barcelona: Proa, 2010 (L'horizon).
- L'herba de les nits. Traducció de Mercè Ubach. Barcelona: Proa, 2014 (L'herbe des nuits).
- Perquè no et perdis pel barri. Traducció de Mercè Ubach. Barcelona: Proa, 2015 (Pour que tu ne te perdes pas dans le quartier).
- Records dorments. Traducció de Mercè Ubach. Barcelona: Proa, 2018 (Souvenirs dormants).
- Dora Bruder. Traducció de Jordi Martín Lloret. Barcelona: Angle Editorial, 2020 (Dora Bruder).